# Carmen Cana Moñita
Carmen Cana Moñita (Madrid, 18 de març de 1953) és una sindicalista i política valenciana, diputada a les Corts Valencianes en la IV Legislatura.
Ha treballat com a funcionària als serveis territorials de Castelló, on és membre de la Junta de Personal per CCOO-COPUT. Militant d'Esquerra Unida del País Valencià, n'és membre del consell polític local de Castelló.
Fou escollida diputada a les eleccions a les Corts Valencianes de 1995. De 1995 a 1999 ha estat vocal, entre d'altres, de les comissions de les Corts Valencianes de Coordinació, Organització i Règim de les Institucions de La Generalitat, de Política Social i Ocupació, o de la Comissió Permanent no legislativa d'Afers Europeus.
A les eleccions generals espanyoles de 2011 fou suplent de la candidatura per Castelló de Coalició Compromís. i a les eleccions municipals espanyoles de 2011 va formar part en un lloc simbòlic de la llista d'Iniciativa en Castelló de la Plana.